# Hagnagora discordata
Hagnagora discordata là một loài bướm đêm trong họ Geometridae.